# Cathédrale Saint-Alexandre-Nevski de Krasnodar
 (mars 2020).
Si vous disposez d'ouvrages ou d'articles de référence ou si vous connaissez des sites web de qualité traitant du thème abordé ici, merci de compléter l'article en donnant les références utiles à sa vérifiabilité et en les liant à la section « Notes et références ».
Pour l'autre cathédrale orthodoxe de Krasnodar, voir cathédrale Sainte-Catherine de Krasnodar.
Pour les articles homonymes, voir Cathédrale Saint-Alexandre-Nevski.
La cathédrale militaire Saint-Alexandre-Nevski est la principale église orthodoxe de la ville de Krasnodar, détruite en 1932 et reconstruite en 2003-2006. Elle est dédiée à saint Alexandre Nevski. 

## Histoire

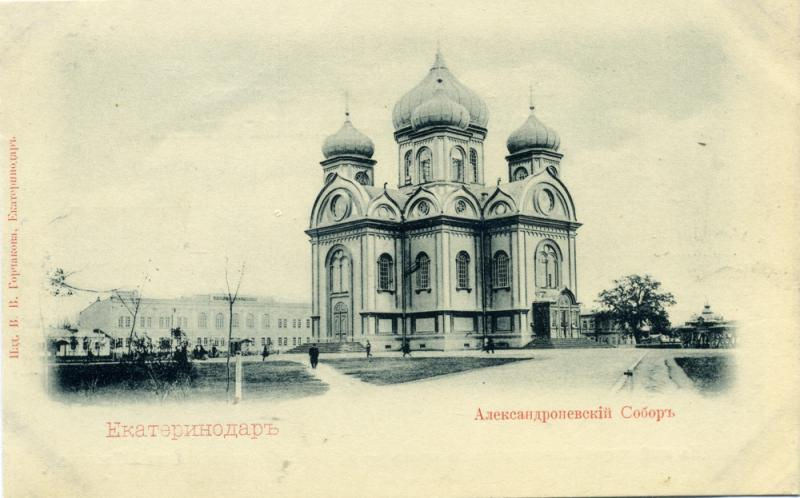
La cathédrale Saint-Alexandre-Nevski sur une carte postale du début du XXe siècle.

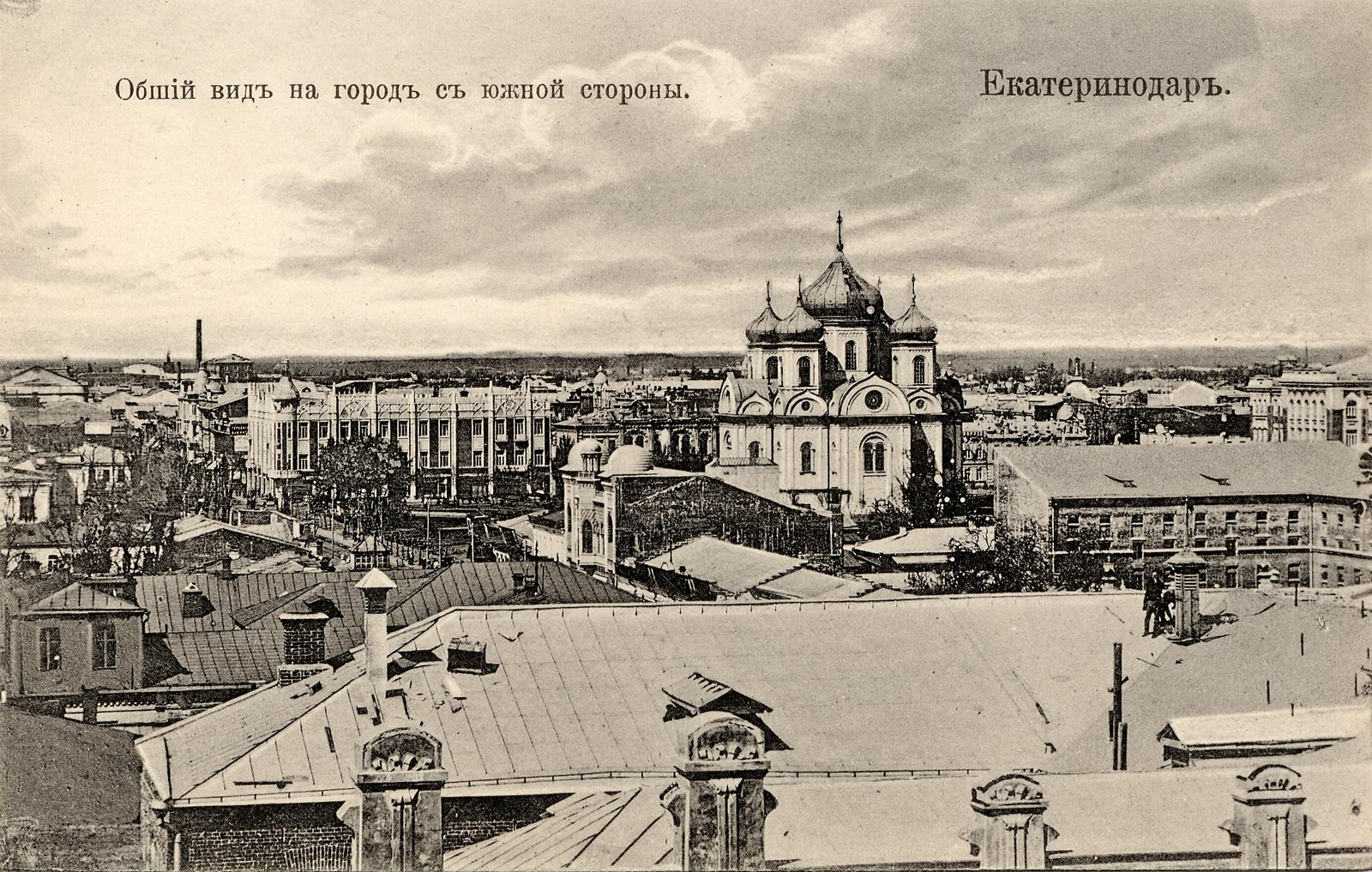
Vue historique de la cathédrale.

La fondation de la cathédrale militaire Saint-Alexandre-Nevski sur des fonds militaires remonte au 1er avril 1853 sur la place du bazar à Ekaterinodar (de nos jours Krasnodar). La construction, qui coûte environ cent mille roubles, dure 19 ans — l'église n'est consacrée que le 8 novembre 1872. Une longue interruption des travaux de construction a été causée par un manque de matériaux de construction nécessaires, puis d'argent. 

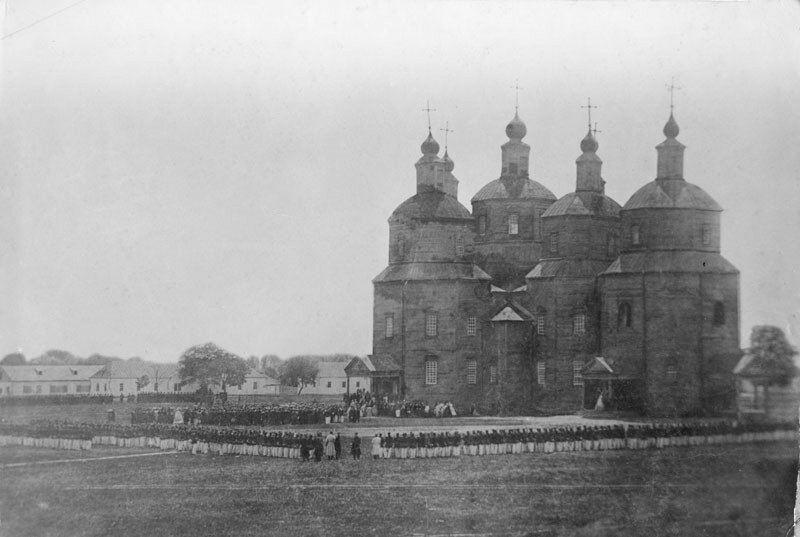
Prière sur la place en face de la cathédrale de la résurrection à Ekaterinodar, 1864.

La cathédrale militaire Saint-Alexandre-Nevski est construite dans le style russo-byzantin prévalant en Russie dans le premier tiers du XIXe siècle. Le plan du temple, qui ne prévoit pas d'abside pour l'autel, est une croix grecque strictement symétrique. Chaque coupole est composée d'un tambour à quatre faces et d'un dôme en forme de casque doré. Les façades sont décorées de zakomars, d'une ceinture d'arcature et de fenêtres « florentines ». Les murs extérieurs sont blanchis. 
La cathédrale militaire conserve les reliques des Cosaques du Kouban, y compris les insignes de l'armée des cosaques du Kouban, toutes les cérémonies des cosaques d'Ekaterinodar y ont eu lieu. Le célèbre chœur militaire, prototype du chœur des Cosaques du Kouban, dépend de la cathédrale. 
Pendant la guerre civile, l'ancien ataman de l'armée cosaque du Kouban M. Babitch est enterré dans la crypte de la cathédrale militaire ainsi que d'éminents participants au mouvement blanc : le général de division Geideman, le général de division Drozdovski, le colonel Morozov. 
Dans les années 1920, les dômes de la cathédrale sont démontés et le musée de l'athéisme est installé dans le bâtiment. En 1932, par décision du conseil municipal des travailleurs, des paysans, des cosaques et des députés de l'Armée rouge, la cathédrale est détruite. 

### Reconstruction

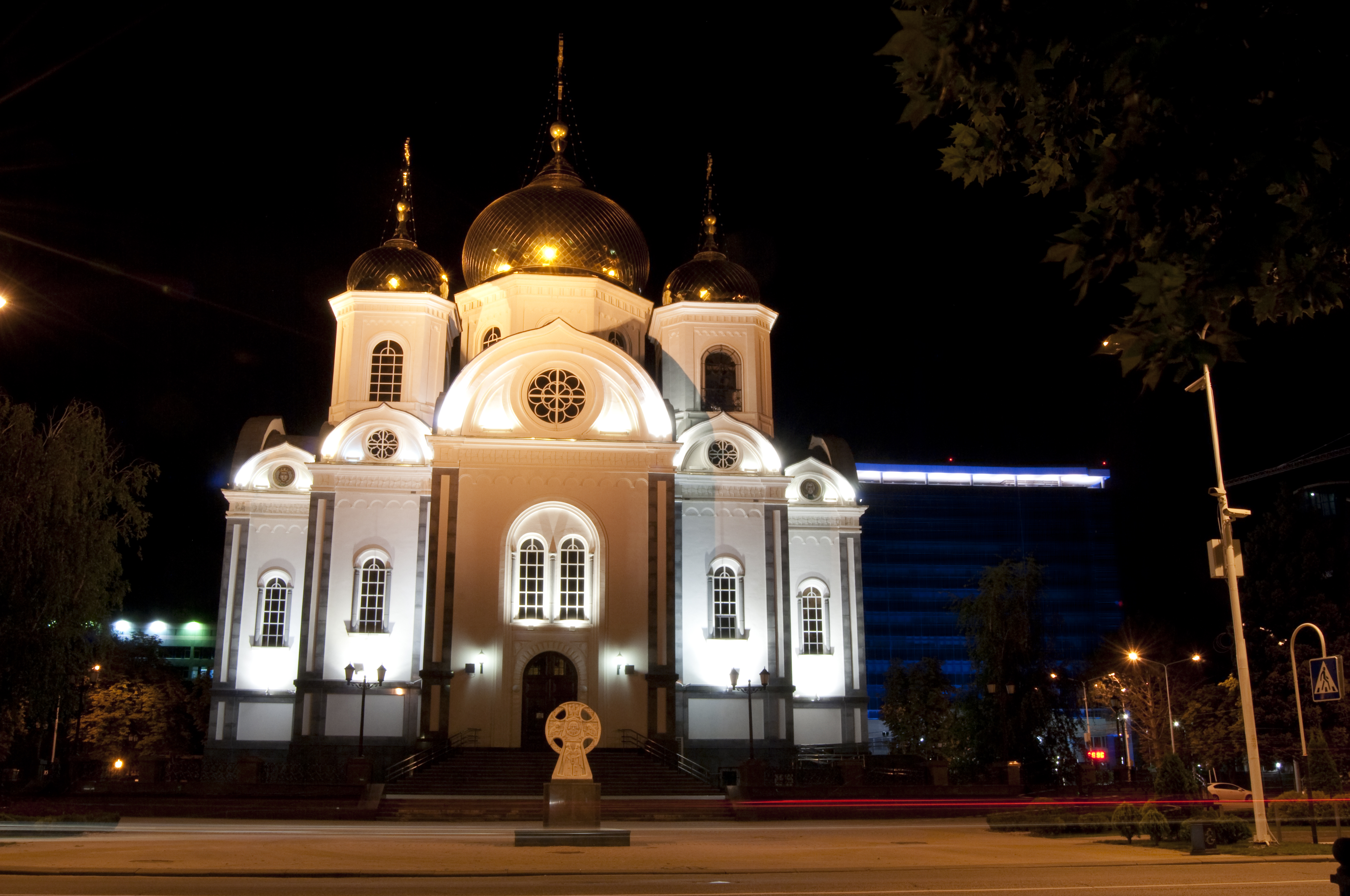
Cathédrale Alexandre Nevski, vue moderne de nuit.

La décision de reconstruire la cathédrale est prise en 2003 par le gouverneur du Kraï de Krasnodar A. N. Tkatchev. La cérémonie solennelle de pose de la première pierre à l'emplacement de la cathédrale a lieu le 17 décembre de la même année, à un emplacement proche de celui du bâtiment historique. 
Deux ans après le début de la construction de l'église, la cloche et le dôme sont consacrés par le patriarche de Moscou Alexis II. Le 28 mai 2006, le métropolite de Kaliningrad et Smolensk Cyrille consacre la cathédrale Saint-Alexandre-Nevski restaurée. Selon l'administration régionale, plus de 180 millions de roubles ont été dépensés pour la restauration de l'édifice.